# Фетисов Ілля Борисович
Ілля́ Бори́сович Фети́сов (рос. Илья Борисович Фетисов; нар. 25 вересня 1977, м. Єкатеринбург) — український фольклорист, музикант, журналіст, громадський діяч, російсько-українського походження. Співкерівник ансамблю українського автентичного співу «Божичі».

## Життєпис
З 1986 року проживає в Україні. Закінчив Львівське державне музичне училища ім. С. П. Людкевича (1996), Національну музичну академію України ім. П. І. Чайковського (2001).
У 1994—1996 роках Ілля Фетисов створив і очолив Студентське братство Львівського державного музичного училища, протягом 1998—2000 років був керівником інформаційно-аналітичного центру ЛКСМУ.
7 січня 1999 року разом з учасниками колядного гурту, став засновником фольклорного гурту «Божичі». Одним з основних напрямків діяльності ансамблю стало наукове дослідження сіл України з метою запису зразків автентичного фольклору. Ілля Фетисов, за участю решти учасників, з 1999 організовував байдаркові фольклорні експедиції річками України. За цей час було досліджено села вздовж річок: Десна, Псел, Рось, Вовча, Самара, Ворскла, Оріль, Південний Буг, Айдар, Сіверський Донець, Бик, на території десяти областей України: Київської, Полтавської, Сумської, Чернігівської, Дніпропетровської, Донецької, Харківської, Хмельницької, Вінницької, Луганської, а також Курської області у РФ.
Іншою метою цих експедицій було пропагування українського фольклору серед молоді: близько 200 учасників з різних міст України, більшість з яких — не фольклористи, набули досвіду зустрічей з живою, автентичною піснею.
У 2001 році Ілля Фетисов створив і очолив Всеукраїнську асоціацію молодих дослідників фольклору. Ця організація у 2004 та 2005 роках була співорганізатором етно-фестивалю Олега Скрипки «Країна Мрій». Щорічний захід асоціації «Школа традиційного народного мистецтва ім. Василя Могура», що проводився у с. Космач Косівського р-ну Івано-Франківської обл. з 2002 року у 2006 році був відзначений Міністерством у справах сім'ї, молоді та спорту як «найкращий захід у галузі національно-патріотичного виховання молоді».
З 2019 року цей захід проходить як «Літня фольклорна школа ансамблю „Божичі“ у селі Космач».
У 2005 році Ілля Фетисов, спільно з учасниками гурту «Буття», створив на базі Національного центру народної культури «Музей Івана Гончара» перший в Україні клуб автентичного народного танцю, який отримав назву «Школа традиційного народного танцю» (зараз — "Школа танців ансамблю «Божичі»).
У 2013 році наказом Міністра культури України Ілля Фетисов був призначений на посаду заступника Голови Експертної ради з питань нематеріальної культурної спадщини Міністерства культури України (на громадських засадах). У січні 2017 року обраний Головою Експертної ради з питань нематеріальної культурної спадщини при Міністерстві культури України. У січні 2020 року обраний Головою Експертної ради з питань нематеріальної культурної спадщини при Міністерстві культури та інформаційної політики України. У 2017—2019 роках був заступником Голови Комітету з присудження премії Міністерства культури за збереження та охорону нематеріальної культурної спадщини.
Ілля Фетисов є сертифікованим міжнародним фасилітатором (тренером) ЮНЕСКО з Конвенції про охорону нематеріальної культурної спадщини. Протягом 2012—2016 років працював фасилітатором ЮНЕСКО у країнах Центральної Азії (Казахстан, Киргизстан, Таджикистан). Є автором номінації України до Списку ЮНЕСКО нематеріальної культурної спадщини, що потребує термінової охорони «Козацькі пісні Дніпропетровщини» (включено до відповідного списку у 2016 році) та співатором номінаційного досьє на елемент нематеріальної культурної спадщини України «Орьнек — кримськотатарський орнамент та знання про нього», який включено ЮНЕСКО до Репрезентативного списку нематеріальної культурної спадщини людства ЮНЕСКО у 2021 році.
У 2015—2017 роках Ілля Фетисов був науковим керівником української частини проекту «Поліфонія» угорського музиканта, композитора та фольклориста Міклоша Бота (Both Miklós), а у 2018 році увійшов до складу команди, яка розробляла структуру та наповнювала найбільший онлайн архів українського пісенного фольклору polyphonyproject.com, створений в рамках проекту «Поліфонія», що реалізовувався за фінансової підтримки програми ЄС «Креативна Європа» та Українського культурного фонду.
У 2021 році Ілля Фетисов був творчим керівником кримськотатарського культурологічного проекту «Емель» громадської організації «Алєм», що здійснювався за підтримки Українського культурного фонду. Для цього проекту ним були написані 9 поетичних переспівів кримськотатарських народних пісень українською мовою, перекладачами яких виступили Зулейха Кадрі-заде та голова громадської організації «Алєм» Есма Аджієва.
Протягом 2022—2023 років у співпраці з Есмою Аджієвою, яка виступила перекладачем та консультантом, створив 14 поетичних переспівів кримськотатарських народних пісень українською мовою для музичного проекту (альбому) української співачки Джамали QIRIM.

## Політична діяльність
Ілля Фетисов був членом Комуністичної партії України, працював журналістом у газеті «Комуніст». 18 листопада 2014 року Ілля Фетисов, разом з іншими членами компартійного осередку газети «Комуніст» написав відкрите звернення до членів КПУ у якому звинуватив голову партії Петра Симоненка та інших лідерів КПУ у слабкій позиції під час Євромайдану, та у фактичній підтримці нової влади, що прийшла на зміну режиму Януковича. Обурення підписантів листа викликало те що фракція КПУ у парламенті України голосувала за призначення «ярого антикомуніста» Олександра Турчинова на посаду голови парламента, а відповідно й тимчасового виконувача обов'язків голови держави. У своєму зверненні підписанти, разом з Іллею Фетисовим називали Революцію Гідності «збройним захопленням влади», та звинувачували керівництво у «фактичній зраді регіональних організацій південного-сходу», підтримували позицію таких лідерів партії як Спірідон Кілінкаров (Луганська область), Микола Кравченко (Донецька область), Олексій Бабурін (Запорізька область).
11 січня 2015 року на сторінці «Божичів» у Фейсбуку від імені Іллі Фетисова з'явилось повідомлення про те, що на той час він вже не є ані працівником цієї газети, ані членом КПУ.
Працював помічником двох народних депутатів від Комуністичної партії України: Олександра Голуба та Валерія Мішури.

## Особисте життя
Ілля Фетисов одружений на співкерівниці гурту Божичі Сусанні Карпенко.
Захоплення: філософія, журналістика, танці, гармоніка.
Життєве кредо: «Треба бути оригінальним, але завжди залишатися самим собою».

## Відзнаки
Нагороджений численними дипломами та подяками, лауреат премії молодих митців «Старт»(2003).

## Наукова діяльність
Ілля Фетисов є автором наукових робіт, присвяченим особливостям народного інструментального музикування. Шляхом експериментального дослідження І. Фетисову вдалося встановити, що всупереч положенням класичної теорії музики, в українській народній інструментальній музиці ритмічна організація характеризується періодичною нерівністю. Наприклад, у грі автентичного барабанщика з Київщини було виявлене явище стискання та розтискання часу у музичних фрагментах розміром 8 чвертей, в яких реальний час нотних тривалостей 4-ї та наступної 1-ї (тобто, 5-ї) чверті був постійно меншим у порівнянні із аналогічними тривалостями на краях таких фрагментів - 1-ї та 8-ї чверті (це нагадує поступове прискорення на початку і уповільнення до початкового темпу в кінці таких фрагментів).  
Разом із доктором фізико-математичних наук В.А. Максимюком продемонстрував явище зв'язку між гучністю та тривалістю звуків під час виконання музичного твору. Було виявлене явище реагування мозку музиканта на гучність звуку, що відображалося у несвідомій однонаправленій зміні його тривалості в залежності від зміни його гучності під час музичної гри. Проведені І.Фетисовим експерименти показали, що сприйняття характеру народної музики слухачем залежить від кількості звуків, в яких тривалість іде слідом за гучністю. Що більшою є кількість звуків, в яких тривалість слідує за гучністю - то меншим є відчуття руху в музиці. Що більше музикант вміє контролювати тривалість звуків, оперуючи при цьому гучністю - то більшим видається рух у музиці слухачу.  

### Наукові статті
- Фетисов І. "Періодична нерівність" як маркер автентичної народної музики [Електронний ресурс] / І. Фетисов // Українське мистецтвознавство: матеріали, дослідження, рецензії. - 2017. - Вип. 17. - С. 100-109. - Режим доступу: http://nbuv.gov.ua/UJRN/Ukrmyst_2017_17_11
- Фетисов І. Леонід Марчук – скрипаль з Волинського Полісся [Електронний ресурс] / І. Фетисов // Українське мистецтвознавство: матеріали, дослідження, рецензії. - 2018. - Вип. 18. - С. 73-81.
- Максимюк В., Фетисов І. Дослідження інтенсивності та тривалості звуків ритмічного супроводу на барабані награвання "Український гопак" [Електронний ресурс] / В. Максимюк, І. Фетисов // Студії мистецтвознавчі. - 2019. - Число 1. - С. 7-18.
- V. A. Maksimyuk, E. A. Sushchenko, and I. B. Fetisov, “Technique of strain-gauge measurement of the dynamic characteristics of percussion music,” Int. Appl. Mech., 56, No. 2, 186–191 (2020).
- I.I. Anik’ev, V. A. Maksymyuk, E. O. Sushchenko, and I. B. Fetysov, “Measuring dynamic pressure in shock tube and musical instruments with WIKA A-10 sensor”, International Applied Mechanics, Vol. 57, No. 5, 568-577 (September, 2021).